# Sonila Qato
Sonila Qato, née à Tirana le 19 septembre 1977, est une femme politique albanaise ministre pour la Protection des entrepreneurs de 2017 à 2018.

## Biographie
En 2001, elle obtient son diplôme de la faculté de droit de l'Université de Tirana.
En 2012-2013, elle sert en tant que Directrice de cabinet pour le chef du Parti socialiste d'Albanie. Le 13 septembre 2017, elle devient Ministre pour la protection des Entrepreneurs dans le gouvernement Rama II.